# Epidirella
Epidirella é um gênero de gastrópodes pertencente a família Turridae.

## Espécies
- Epidirella xanthophaes (R.B. Watson, 1886)

Espécies trazidas para a sinonímia
- Epidirella tasmanica (May, 1911): sinônimo de Epidirella xanthophaes (R. B. Watson, 1886)